# کاسی آگاسا
کاسی آگاسا (انگلیسی: Kossi Agassa؛ زادهٔ ۲ ژوئیهٔ ۱۹۷۸) یک بازیکن فوتبال اهل توگو است.
وی همچنین در تیم ملی فوتبال توگو بازی کرده‌است.